# Chorwacki Legion Lotniczy
Chorwacki Legion Lotniczy (chorw. Hrvatska Zrakoplovna Legija) – chorwacka ochotnicza jednostka lotnicza na froncie wschodnim podczas II wojny światowej

## Powstanie Legionu
Po apelu przywódcy Niepodległego Państwa Chorwackiego (NDH), Ante Pavelicia  27 czerwca 1941 roku w sprawie wysłania ochotników do walki z Sowietami, w krótkim czasie zorganizowano jednostkę lotniczą pod nazwą Chorwacki Pułk Lotniczy (Hrvatska Zrakoplovna Pukovnija) oraz Mieszany Pułk Lotniczy. (Zarkoplovna Mješovita Pukownija). Większość ochotników zgłosiła się z tworzonego lotnictwa NDH. W lipcu 1944 roku sformowano 4. Pułk Lotniczy (4. Zrakoplovna Pukovnija) w której skład wszedł: 4. Dywizjon Myśliwski (4. Zrakoplovna Skupina Lovci) i 5 Dywizjon Bombowy (5. Zrakoplovna Skupina Bombarderii). Na dowódcę pułku wyznaczono płk Ivan Mraka, a dywizjonu myśliwskiego mjr. Franjo Džala  oraz dywizjonu bombowego mjr. Vjekoslava Vicevicia, którego zastąpiono majorem Vladimirem Graovacia. Pomimo oficjalnej informacji, że skład jednostki stanowili ochotnicy przeciwko komunistom, to sporą grupę stanowiły młode osoby które albo mogły szukać przygód oraz w ewentualnej walce przejść na stronę wroga. Kwestia finansowa była znaczą zachętą. Żołd wypłacany zostawał w markach niemieckich oraz rodzina otrzymywała dodatkowe dodatki za dzieci i rodziców jeżeli podlegali jego utrzymaniu.

## 4. Skrzydło Myśliwskie
15 lipca 1941 r. chorwaccy piloci zostali wysłani na przeszkolenie do Jagdfliegerschüle 4 w Fürth koło Norymbergi. Trwało ono do końca września na samolotach Arado 96 i Me 109 D. 28 września dostali oni 11 Me 109 E, z którymi wyruszyli na front wschodni do walki z Sowietami. Zostali przydzieleni do niemieckiej grupy lotniczej JG 52 jako 15.(Kroatische)/JG 52.
6 października przybyli na lotnisko polowe koło Połtawy na Ukrainie, skąd już 9 października rozpoczęli misje bojowe. Pierwszym zestrzelonym samolotem sowieckim był rozpoznawczy R-10 w rejonie Achtijewka-Krasnograd. Pod koniec października Skrzydło przeniesiono do Taganroga, gdzie stacjonowało do 1 grudnia. Następnie zmieniło miejsce pobytu na Marynpol. Brało wówczas udział w atakach na zmotoryzowane kolumny sowieckie w rejonie Pokorowskoje-Matwiejewa-Kurgan-Jejska-Uspienskoje oraz na linię kolejową Marynpol-Stalino. Ponadto eskortowało niemieckie wyprawy bombowe. Do końca stycznia 1942 r. chorwaccy piloci zestrzelili 23 nieprzyjacielskie samoloty, w tym 4 nowoczesne myśliwskie MiG-6. W końcu marca oba dywizjony dostały telegram od gen. Flugbeila, dowódcy niemieckiego 4. Korpusu Lotniczego i gen. Alexandra Löhra, dowódcy 4. Floty Powietrznej z gratulacjami za sukcesy. W kwietniu wykonywano misje eskortowe dla bombowców nurkujących Ju 87 Stuka, chroniono macierzyste lotnisko i atakowano sowieckie statki na Morzu Azowskim. W tym czasie zestrzelono 9 kolejnych samolotów nieprzyjacielskich. W maju Skrzydło przebazowano na Krym w rejon Artiemowka-Konstantinowka. Prowadziło ono misje eskortowe bombowców latających nad Sewastopol i patrolowe nad M. Azowskim, niszcząc 4 sowieckie samoloty i zatapiając łódź patrolową. Od końca maja do 21 czerwca (tego dnia osiągnięto 1 tys. lotów) Chorwaci zestrzelili 21 samolotów, a do końca lipca – kolejnych 69. Do poł. 1943 r. Skrzydło zostało wycofane na tyły w celu odpoczynku, a następnie powróciło na Krym na lotnisko polowe Kercz IV. Tam działało w rejonie Krimskaja-Iwanowskaja-Noworosyjsk-Kabardink-Gelendczuk-Jejsk. Chorwaccy piloci często napotykali na samoloty P-39 Aircobra i Spitfire. Przez okres kwietnia i maja wykonali 349 lotów bojowych i odnieśli 29 zwycięstw powietrznych. W końcu czerwca Skrzydło uległo reorganizacji i uzupełnieniu przez nowych pilotów oraz dostało nowsze wersje Me-109 (G-2, G-4, G-5 i G-6). Operując nad Krymem w krótkim czasie od 30 października do 2 listopada Chorwaci zestrzelili aż 20 sowieckich samolotów.
Na froncie wschodnim Skrzydło działało jeszcze do lipca 1944 r., osiągając łącznie 283 zwycięstwa powietrzne za cenę jedynie 2 zniszczonych samolotów i 5 pilotów. 14 pilotów chorwackich otrzymało status asa, a 4 – Cvitan Galić, Mato Čulinović, Veca Miković i Tomislav Kauzlarić zostało udekorowanych Krzyżem Żelaznym I i II klasy. W lipcu 1944 r. oba dywizjony zostały wycofane do Eichwalbe w Niemczech, a następnie powróciły do Chorwacji, aby zwalczać rosnącą w siłę partyzantkę.

## Eskadra Bombowa

### Droga na front
Piloci zostali skierowani do Grosse Kampfflieger Schule 3 w Greifswaldzie w Prusach Wschodnich. Wykształcony skład opiewał: 11 kapitanów, 6 poruczników, 19 podporuczników, 4 chorążych, 21 starszych sierżantów, 58 sierżantów, 32 plutonowych, 2 starszych szeregowych i 2 szeregowych. Mundury załóg pozostały niemieckie z chorwackimi emblematami. Prawy rękaw oraz prawa pierś poniżej niemieckiego orła zawierał chorwacką kratę z skrzydłami. Od 19 sierpnia 1941 roku szkolenie prowadził pułkownik Otto Stahl przez trzy miesiące. 22 lipca 1941 roku złożona została przysięga wierności Hitlerowi. Żołnierzy po szkoleniu skierowano na front wschodni o czym nie poinformowano wcześniej. Całość personelu eskadry wynosiło 202 osoby. Nocna nawigacja i latanie odbyło się na samolotach Focke-Wulf Fw-58. Do celności bombardowania użyto samolotów Do 17E i Do 17Z. Dla grupy żołnierzy o mniejszym doświadczeniu szkolenie zostało rozszerzone o loty na samolotach Junkers W 34. Problemy zaczęły stanowić brak kadry mechaników. 22 sierpnia 1941 roku podzielono jednostkę na dwie eskadry - 12. oraz 13. Eskadrę Bombową (Bombaško Jato). Pierwsza jednostka posiadała najbardziej zdolne i doświadczone osoby, natomiast druga stanowiła jednostkę zapasową oraz wspomagającą pierwszą. 
29 sierpnia 1941 roku doszło do przymusowego wodowania porucznika Marko Milakovićia gdy glikol w lewym silniku wyciekł i podwozie nie wysunęło się. 4 września 1941 roku sierżant Oleg Okševski wylądował na ogrodzeniu lotniska w Pranzlau, a sierżant Zvonko Filic lądował w Garzu z powodu braku paliwa.
11 września 1941 roku zakończono okres szkolenia żołnierzy. 15 września 1941 roku jednostka została przywieziona do Królewca pociągiem. Osoby które oblały egzaminy lotnicze zostały odesłane do domu. 28 września 1941 roku jednostka dotarła na lotnisko Mińsk-Południe, gdzie rozpoczęto przygotowanie do walk na froncie. 1 października samoloty Do 17Z-2 przyleciały z Warszawy. 10 października 1941 roku zmieniono organizację eskadry. Z 12. Eskadry Bombowej wydzielono 11. Eskadrę Bombową z dowódcą kapitanem Stanko Kovačeviciem. Próbowano w ten sposób zwiększyć siłę jednostki jednak braki kadrowe nie pozwoliły na osiągnięcie celów.

### 10. Eskadra Bombowa (chorwacka)
Na front wschodni rozpoczęto przerzut jednostki 22 października, a 25 października 1941 r. w rejon Witebska. Otrzymano tam 15 samolotów Do 17Z-2 i przydzielono do niemieckiego Kampfgeschwader 3 pod dowództwem pułkownika Heinrich Conrady w składzie III Grupy. Pierwszy lot bojowy odbył się już w pierwszy dzień bombardując miasto Jaropol. O godzinie 12:45 na wysokości 1200 metrów nad celem zostali zaatakowani przez radzieckie myśliwce I-16 w liczbie 15 sztuk, z których zestrzelono jednego bez strat własnych całkowitych poza uszkodzeniem jednego z samolotów. Samoloty  nastęnie zostały rozdzielone między jednostki niemieckie w celu nabrania doświadczenia w lotach bojowych. Część załóg działała bardziej na północ, m.in. bombardując Moskwę i Leningrad. 
27 października 1941 roku w trzech lotach rozpoznawczych odczuwalne były warunki frontowe. Jeden z samolotów musiał lądować pod Smoleńskiem z braku paliwa i ciężkiej pogody, a drugi o godzinie 14:45 wleciał w ogień artylerii przeciwlotniczej i natknął się na myśliwce wroga. Udało się powrócić do lotnisko pomimo uszkodzeń. 28 października 1941 roku doszło do nieudanego ataku bombowego, kiedy przez pomyłkę zrzucono bomby na własne pozycje w Spas i Terjajew. 31 października 1941 roku jednostka została przebazowana do Wiaźmy i wtedy utworzono samodzielną 10. Eskadrę Bobową (chorwacką). W listopadzie loty bojowe skierowane zostały w kierunku Gżadska. 4 listopada 1941 roku natrafiono na silny ostrzał artylerii oraz dziewięć samolotów MiG-3. Podczas walk udało się zestrzelić dwa z nich i odlecieć w chmury. Kierując samoloty w kierunku Moskwy zrzucono bomby na wsie gdzie zaobserwowane zostały wrogie jednostki. Tego dnia pierwszy samolot z załogą uznano za zaginiony w okolicach Istry.
9 listopada 1941 roku za swoje sukcesy oba dywizjony dostały gratulacje od feldmarszałka Alberta Kesselringa, dowódcy 2. Floty Powietrznej. Udany nalot na podmoskiewskie lotnisko Strogino zadał poważne straty infrastrukturze i stacjonującym samolotom. Wszystkie samoloty szczęśliwie powróciły do bazy, z czego cztery zostały poważnie uszkodzone. Na najbliższe dni warunki pogodowe nie pozwalały na większe akcje bojowe. 14 listopada 1941 roku ponowiono nalot na lotnisko Strogino. Cztery samoloty zostały mocno uszkodzone ogniem przeciwlotniczym z czego jeden z samolotów musiał wracać na lotnisko pod eskortą skrzydłowych. 16 listopada 1941 roku wykonano 12 lotów bojowych bez strat. Pierwsze potwierdzone zestrzelenie chorwackich Do 17 nastąpiło w okolicach Kalinina 1 grudnia 1941 roku. Zderzyły się dwa własne samoloty z sobą z powodu chmur. Jeden z samolotów eksplodował po zderzeniu z ziemią, a drugi pomimo oderwania się silnika załoga wyprowadziła z nurkowania i wylądować w lesie po własnej stronie frontu.
3 grudnia 1941 roku samotny nalot nad Rusino z wysokośći 230 metrów skutkował ciężkimi uszkodzeniami od arylerii i trzech myśliwców. 4 grudnia 1941 roku jeden z samolotów musiał lądować awaryjnie w polu po awarii silnika obok wsi Gradina. 10 grudnia 1941 roku bombardowano rejony Swobody gdzie koncentrowała się Armia Czerwona. Przy powrocie jeden z samolotów runął podczas śnieżycy na pas startowy. `15 grudnia 1941 roku wykonano 10 nalotów na rosyjskie wojska. Udało się zniszczyć dziewięć pojazdów. Podczas walk powietrznych uszkodzono conajmniej trzy samoloty radzieckie z czego dwa potwierdzone zestrzelenia. Dwa pierwsze miesiące dały w wyniku lotów bojowych zniszczenie 470 rosyjskich pojazdów, 25 pojazdów pancernych oraz uszkodzenia infrastukrury. W grudniu sprawnych samolotów zostało 10 sztuk z 27 dostępnymi załogami.

### 15. Eskadra Bombowa (chorwacka)
6 stycznia 1942 roku w raportach OKW zanotowano uwagi, że chorwaccy piloci pomimo staranności i zaangażowania nie byli wystarczająca skuteczni w boju. Głównymi zadaniami stało się osłona wycofująych się niemieckich jednostek. 28 grudnia 1941 roku jeden z samolotów rozbił się podczas lądowania w Witebsku. Jeden z samolotów 31 grudnia po rajdzie na pozycję artyleryjskie lądował awaryjnie bez podwozia w polu, a w nowy rok kolejny rozbił się podczas lądowania uszkodzony od artylerii wroga. 4 stycznia 1942 roku o godzinie 15:00 całość jednostki bombardowało jednostki pod Rżewem.
6 stycznia 1942 roku jeden z samolotów rozbił się podczas awarii silnika gdy startował. 7 stycznia 1942 roku doszło do zestrzelenia przez ŁaGG-3. 11 stycznia 1942 roku sześć MiG-3 zaatakowało bombowce lecące na front pod Rżew, z których zestrzelono cztery. W nalocie jeden z bombowców musiał zawrócić na lotnisko. 15 i 17 stycznia kolejne samoloty uszkodziły się podczas startu z powodu pogody. 18 stycznia 1942 roku doszło do zaginięcia jednego z samolotu, a jego los nie jest znany. 22 stycznia 1942 roku udało się zatrzymać czterema nalotami atak pod Stranicą i Gżaslca. 26 stycznia 1942 roku doszło też do incydentu w którym zbyt wcześnie zrzucone bomby spadły na niemieckie kolumny zabijając około 50 żołnierzy.

### Przerwa w działaniu
Ilość lotów, ciężar walk frontowych i pogoda sprawiły zmęczenie załóg zarówno fizycznie jak i psychicznie. Załogi samolotów też były eksploatowane nie równonmiernie przez co jedne załogi miały nalot 19 misji bombowych, gdy niektóre zaledwie cztery. Cała Eskadra Bombowa wykonała od 370 do 400 lotów zrzucając 2360 bomb o masie 363 ton. Dane mówią o zniszczczeniu 150 lub 276 pojazdów wroga, 5 wozów opancerzonych, 3 baterie przeciwlotnicze, 4 wsie, 173 budynki. Zestrzelonych zostało 13 myśliwców wroga tracąc bezpowrotnie trzy samoloty. Chorwacka jednostka została wycofana do Mińska w dniach 1-3 lutego 1942 roku. Pozostawiając samoloty złogi zostały wycofane na zachód. Część z nich wróciła do Chorwacji, a część wyjechała na wycieczki do Berlina i Poczdamu.

### Powrót na front
19 maja 1942 roku chorwackie załogi wyruszyły pociągami do Ansach gdzie oczekiwały na nie Do 17Z pomimo obiecanych Ju 88. Trenowano początkowo bombardowania z niskiej wysokości około 100 metrów. 20 czerwca 1942 roku wyleciały samoloty bombowe do Solcy pod Pskowem przez Kołobrzeg i Królewiec. Jedna z załóg zdezertetowała przelatując na stronę sowiecką obok Leningradu. Nowe zadania dla załóg koncentrowały się na walkach z partyzantami w okolicy jeziora Ilmen i Nowogrodu.
1 lipca 1942 roku rozpoczęto naloty na obozowiska partyzanckie. Ogłoszono sukces podczas jednych nalotów podczas którego miało zginąć aż 42 partyzantów. Nie ma potwierdzenia tych danych, które mogły posłużyć podtrzymaniu morale. Podczas nalotów na Krasnodubje zniszczono 60% zabudowań. Zrzucono 150 bomb zapaljących i 50 bomb burzących jednak nie stwierdzono osiągnięcia celów. Do 8 lipca atakowano szlaki komunikacji i zaopatrzeń Armii Czerwonej i paryzantów, a na ten dzień przypadł równy pięćsetny lot bojowy. 16 lipca 1942 roku utracono bombowiec po udanym ostrzale artylerii i karabinów maszynowych. Trafiona maszyna w zbiornik paliwa eksplodowała. 24 lipca przypisano dla chorwackich pilotów nowe miejsca nalotów: północne tereny Newy i pomiędzy jeziorami Ładoga i Onega. W lipcu wykonano 175 misji bojowych w 13 dni. 
11 sierpnia 1942 roku bombardowano jednostki przeciwnika w okolicy Bol Dubowicki. 12 sierpnia odbyła się pierwsza walka powietrzna po powrocie, w której zareagowały niemieckie myśliwce odciągając napastników. 15 sierpnia 1942 roku przebazowano jednostkę do wsi Seczenskaja. Loty wznowiono 17 sierpnia przeciwko jednostkom wroga obok Sztszenetino. 31 sierpnia 1942 roku doszło do kolejnego przeniesienia jednostki. Wybrano lotnisko Gostkino, na które przebazowano się 10 września. 16 września 1942 odbył się tysięczny lot bojowy po powrocie na front. 21 września wykonano aż 24 z 29 lotów bojowych było przeciwko Armii Czerwonej i powtórzono podobną misję 23 września wykonując 26 loty. Wiązało się to z nękaniem rosyjskich oddziałów, które utknęły w okrążeniu. Niemieckie dane z 28 września 1942 mówią o wzięciu do niewoli 12 tysięcy żołnierzy i śmierci 28 tysięcy w zlikwidowanym kotle.
18 października 1942 roku przeniesiono eskadrę na lotnisko Dno. Z tego lotniska wykonano 428 lotow bojowych. Z racji ciężkich warunków pogodowych zmęczenie jednostki narastało. Na początu listopada 1942 roku jednostka miała powrócić do Choracji w celu walki przeciwko partyzantom Tity. W czasie drugiego pobytu na frocnie zniszczono 470 ciężarówek, 245 pojazdów pancernych, 581 moździerzy, 307 dział. Wykonano 1247 lub 1332 loty przy utracie 5 bombowców i 20 członków załogi. 

## Zakończenie
Chorwacki Legion Lotniczy został oficjalnie rozwiązany 21 lipca 1944 r. Z części dywizjonów myśliwskich utworzono następnie Skrzydło Treningowe Chorwackich Sił Powietrznych (Hrvatska Zrakoplovna Izobrazbena Skupina), które dalej pełniło służbę na froncie wschodnim.

## Zwycięstwa powietrzne
- Dukovac, Mato – 44 i 1 prawdopodobne,
- Galić, Cvitan – 38 i 5 prawdopodobnych,
- Džal, Franjo – 16 i 3-5 prawdopodobnych,
- Bencetić, Ljudevit – 16 i 2 prawdopodobne,
- Boškić, Slavko – 13 i 3 prawdopodobne,
- Čulinović, Mato – 12 i 6 prawdopodobnych,
- Stipčić, Zlatko – 12 i 2 prawdopodobne,
- Miković, Veca – 12 i 2 prawdopodobne,
- Martinko, Eduard – 12 i 1 prawdopodobne,
- Helebrant, Josip – 11 i 1 prawdopodobne,
- Starc, Albin – 11 i 1 prawdopodobne,
- Martinašević, Stjepan – 11,
- Ferenčina, Vladimir – 10 i 6 prawdopodobnych,
- Avdić, Zdenko – 10,
- Kauzlarić, Tomislav – 10,
- Bartulović, Jerko – 9 i 1 prawdopodobne,
- Kranjc, Josip – 9,
- Lasta, Jure – 8,
- Gazapi, Dragutin – 7 i 1 prawdopodobne,
- Kreš, Vladimir – 6 i 2 prawdopodobne,
- Radić, Stjepan – 5 i 3 prawdopodobne,
- Baltić, Ivan – 4 i 1 prawdopodobne,
- Šval, Albin – 3 i 2 prawdopodobne,
- Mihelčić, Viktor – 2,
- Vučina, Nikola – 2,
- Acinger, Vilim – 1 i 2 prawdopodobne,
- Jelačić, Josip – 1 i 1 prawdopodobne,
- Sandtner, Vladimir – 1 i 1 prawdopodobne,
- Cvikić, Nikola – 1,
- Džal, Živko – 1,
- Janković, Jeronim – 1,
- Jergović, Ivan – 1,
- Malieube – 1,
- Salaon, Vladimir – 1,
- Valiente – 1,
- Zelanić – 1,
- Jelak, Mihajlo – 1,
- Ivanić, Dragutin – 1.